# Armando Rodríguez Ruidíaz

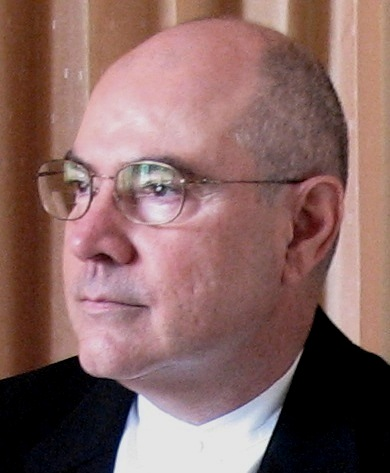
Armando Rodríguez Ruidíaz (2011)

Armando Rodríguez Ruidíaz (* 1951 in Havanna, Kuba) ist ein kubanischer Komponist, Gitarrist, Dudelsackspieler und Hochschullehrer.

## Leben und Wirken

### Akademischer Hintergrund
Armando Rodríguez Ruidíaz studierte Komposition bei José Ardévol und Roberto Valera an der Nationalen Schule der Künste und dem Instituto Superior de Arte in Havanna, Kuba. Außerdem studierte er klassische Gitarre bei Marta Cúervo und Isaac Nicola an der Nationalen Schule der Künste.
In den 2000er Jahren erforschte Rodríguez die klanglichen Möglichkeiten des galicischen Dudelsacks.

### Komponist
Die Musik von Rodríguez wurde in seiner Heimat Kuba von zahlreichen Künstlern und Ensembles gespielt, unter anderen dem Nationalen Symphonieorchester von Kuba und dem Nationalballett.
Im Jahr 1985 emigrierte Rodríguez in die USA. Seitdem werden seine Kompositionen von renommierten Künstlern und Ensembles wie dem Relâche Ensemble Philadelphia, dem Saxophonisten Miguel Villafruela, dem Kontrabassisten Luis Gómez-Imbert, den Pianisten Roberto Urbay, Max Lifchitz und Beatriz Balzi sowie den Gitarristen Flores Chaviano und Carlos Molina auf Veranstaltungen wie dem Bang on a Can Festival in New York City, Las Primeras Jornadas de Música Contemporánea de Sevilla in Spanien, der Biennale von São Paulo in Brasilien, dem lateinamerikanischen und karibischen Musik-Forum und dem Subtropen-Festival in Miami, Florida aufgeführt.
Er arbeitete mit der bildenden Künstlerin Kate Rawlinson und mit dem Komponisten Gustavo Matamoros zusammen. Mit letzterem war er Mitbegründer des PUNTO Experimental Music Ensembles.
Seine Arbeit wurde von EGREM und C. Alan Publications veröffentlicht und in den USA, Kanada, Europa und Lateinamerika ausgestrahlt.

### Lehrtätigkeit
Nach seinem Abschluss im Jahr 1972 lehrte Rodríguez als Professor für Gitarre am Esteban-Salas-Konservatorium in Santiago de Cuba. Im Jahr 1975 wurde er als Professor für Gitarre und Musiktheorie an die Nationale Kunstschule in Havanna berufen, wo er bis 1980 unterrichtete.

### Dudelsackspieler
Armando Rodríguez führte umfangreiche Forschungen an der galicischen und asturischen Musik und ihren Berührungspunkten mit der kubanischen Musik durch. Die Ergebnisse dieser Untersuchungen wurden in Artikeln veröffentlicht wie beispielsweise: „Presencia de la Gaita en Cuba“. Rodríguez untersuchte außerdem die Geschichte des Dudelsacks und dessen Spieltechnik.

## Werke (Auswahl)
- Sonatina – Klavier – 1972
- Intentos I und II – Gitarre – 1974
- Proyecto V – Klavier mit zwei Interpreten – 1976
- Esquisse – Altsaxophon und Klavier – 1977
- Präludium und Fuge – Vibraphon – 1977
- Timbre-Space-Time – Vibraphon – 1977
- Ciclos – Violine und Orchester – 1977
- In Memoriam Charles E. Ives – Klavier – 1979
- Logos – Gitarre – 1984
- Linear – Offene Instrumentation – 1990
- Terra Incognita – Installationsprojekt in Zusammenarbeit mit der bildenden Künstlerin Kate Rawlinson – 1990
- Threshold – Chor – 1997
- Radiance – Band und Video – 2004